# Pira (Spanyolország)
Pira egy község Spanyolországban, Tarragona tartományban. Pira Blancafort, Solivella, Barberà de la Conca és Montblanc községekkel határos. Lakosainak száma 498 fő (2024).

## Népesség
A település népessége az elmúlt években az alábbi módon változott:
| Lakosok száma | 83   | 578  | 522  | 473  | 347  | 451  | 510  | 480  | 493  | 498  |
|               | 1717 | 1887 | 1936 | 1960 | 1986 | 2004 | 2009 | 2014 | 2019 | 2024 |